# Josef Kožíšek
Josef Kožíšek (6. července 1861 Lužany – 6. července 1933 Úvaly) byl český básník, učitel a esperantista.

## Život
Narodil se v rodině rolníka v Lužanech, gymnázium vystudoval v Plzni a učitelský ústav v Příbrami roku 1881. Pak působil jako učitel či ředitel na řadě tehdejších obecných škol a to až do roku 1920. Mimo jiné v Měčíně a v Klecanech; v letech 1895–1917 byl řídícím učitelem v obecné škole v Zápech. Po první světové válce se stal ředitelem literárního oddělení Státního nakladatelství v Praze.
Jeho první verše byly určeny pro příbuzné a přátele jeho žáků a měly nahradit tak zvané „Malé gratulanty“. I další básně psal Kožíšek pro děti, jejichž svět zobrazoval, a stal se tak následovníkem Josefa Václava Sládka a předchůdcem Františka Hrubína. Prosté jsou i názvy jeho sbírek: Doma i Na sluníčku 1890, Oku i srdéčku 1891. První z nich vyšla v roce 1890, když už předtím autor publikoval v časopisech. Celkem vydal dvanáct knih, kromě Poupat také čítanky Ráno a Studánka. Kožíšek je i autorem řady pedagogických článků zaměřených zejména na počátky čtení.
Kožíšek věděl jak se dětem co nejvíce přiblížit. Používal jednoduchého říkadlového verše.V básničkách je rozpor mezi dobrem a zlem (dobro vítězí) nebo líčí krásy venkovského života a lidové zvyky.

## Dílo
Nejznámějšími verši Josefa Kožíška, které se stále učí školní děti a které vyšly i samostatně, je báseň Polámal se mraveneček.

### Dětské knížky
- Doma i na sluníčku 1890
- Chudobky u cest 1901
- Poupata 1913, čítanka
- Ráno, čítanka
- Studánka, čítanka

### Básnické sbírky
- Deset koťat batolat 1891
- Oku i srdéčku 1891
- S andílky a motýlky 1894
- Veselé táčky 1897
- Pohádka lesa (il. Rudolf Mates, vydalo Státní nakladatelství Praha, 1923; obsah: Na pasece, Ježek bohatýr, Oznámení, Svatojánek, Zajíčkův svátek, Cvrček houslista, Šumařův kolík, Zlato, Jezevčí zuby, Mrzout)
- Krakonošův dar 1923

### Pro učitele
- Rozpravy o čtením elementárním
- Dvě přednášky o vyšším vzdělání učitelstva 1907
- O reformě učitelského vzdělání 1908
- Počátky čtení 1914
- Průvodce ve slabikáři pro lid 1921